# Utrechtunionen
Utrechtunionen är en sammanslutning av självständiga och episkopalt styrda gammalkatolska kyrkor. Gammalkatolska kyrkan i Sverige  hör dit.
De gammalkatolska kyrkorna i Utrechtunionen hade från sitt grundande 1889 ett giltigt och erkänt ämbete, det vill säga den apostoliska successionen, och en teologi som man, mycket förenklat, kan säga ligger mittemellan den romersk-katolska och den lutherska. Detta har gjort att gammalkatolikerna från 1920-talet har spelat en viktig roll i samarbetet mellan olika kyrkor i världen.
Sedan 1931 har de anglikanska kyrkorna och Utrechtunionens gammalkatolska kyrkor en interkommunionsöverenskomelse som lyder: ”där den gammalkatolska kyrkan finns, där är den anglikanska, och där den anglikanska kyrkan finns, där är den gammalkatolska”.
Från och med 2008 fördes det  en dialog mellan Utrechtunionen och Svenska kyrkan med målet att leda fram till en interkommunionsöverenskommelse (full kyrkogemenskap). Svenska kyrkans kommitté leddes av biskop emeritus Jonas Jonson. Det ledde fram till undertecknandet av full kyrkogemenskap av dåvarande ärkebiskop Antje Jackelén och Joris Vercammen 23 november 2016 under en formell högtidsmässa i Uppsala domkyrka.
Den gammalkatolska kyrkan är ekumeniskt aktiv som medlem i Kyrkornas världsråd.

## Organisationen
Bland Utrechtunionens kyrkors biskopar innehar ärkebiskopen av Utrecht ett heders-primas inte olikt den Anglikanska kyrkogemenskapens ärkebiskop av Canterbury.
Utrechtunionen styrs från en episkopal-synodal-struktur i form av den Internationella biskopskonferensen (IBK) där ärkebiskopen av Utrecht är självskriven hedersordförande. I konferensen ingår alla biskoparna inom unionen och sammanträder en gång per år där man diskuterar kyrkans linje, viktiga frågor, ekumenik etcetera.

## Tro och lära
Kyrkorna inom Utrechtunionen är katolskkristna kyrkor som bildat en union i opposition mot den Romersk-katolska kyrkans nyuppkomna dogmer (som påvens ofelbarhet, Marias obefläckade avlelse med mera) och bruk under 1800-talets senare hälft. Man antog ett grunddokument, den så kallade Utrechdeklarationen, vid kyrkokonferensen i Utrecht 1889.
Den gammalkatolska kyrkogemenskapen antog genom Utrechtdeklarationen St Vincent av Lerins ledord: ”Endast det är sant katolskt, som alla har trott alltid och överallt” och den nicenska trosbekännelsen så som den formulerades under kyrkomötet i Nicea där det senare filioquetillägget (”från Fadern och Sonen”), som uppkom i västkyrkan under kyrkomötet i Toledo, lades bort. De gammalkatolska kyrkorna inom Utrechtunionen erkänner samma sju ekumeniska koncilier och sakrament som de ortodoxa kyrkorna och de läror som accepterades av urkyrkan innan den stora schismen 1054.
Biskopar liksom resten av prästerskapet har rätt att gifta sig. Alla sakrament företas på folkspråket och sedan 1996 har prästämbetet varit öppet för kvinnor. Gammalkatolska kyrkan i Tyskland var här drivande. Även homosexuella är välkomna att vigas till präster och gifta sig. Den enda kyrkan i unionen som inte antagit dessa två förändringar är den polska. 
Man har i dag i den Gammalkatolska kyrkan i Sverige en nolltollerans mot försvarare av den traditionella förståelsen av kyrkans ämbete som något förbehållet män som lever i celibat, vilka alltså inte beviljas tillträde till ämbetet. Att vara lesbisk kvinna är dock inget som i sig hindrar prästvigning.

### Eukaristin
Kyrkorna inom Utrechtunionen tror på Kristi närvaro i eukaristin/nattvarden, så kallad realpresens, men förnekar både den romersk-katolska transsubstantiationsläran som förfäktar att brödet och vinet i mässan bokstavligen blir Kristi kropp och blod utan åtskillnad samt den lutherska konsubstantiation som menar att Kristus är ”i, med och under” brödet och vinet. Inte heller delar Utrechtunionen den romersk-katolska synen att mässan är ett kontinuerligt upprepande eller förnyande försoningsoffer, mässoffer. Utrechtdeklarationen förtydligar att ”den heliga eukaristins karaktär ska förstås på detta vis, nämligen att den samtidigt är ett offerfirande med vars hjälp de troende, genom att de mottar vår Frälsares lekamen och blod, också går in i gemenskap med varandra (1 Kor. 10:17)”.

### Maria
Utrechtunionens medlemmar vördar Maria som Jesu moder och därmed den främste av alla helgon. Hennes roll är alltså i allt väsentligt densamma som helgonens – hon är en familjemedlem och vän i himlen, till vilken man vänder sig för att be om hjälp, samt en unik förebild för alla som strävar efter att lära sig att avspegla den kristna kärleken i dess renaste form.

## Medlemskyrkor

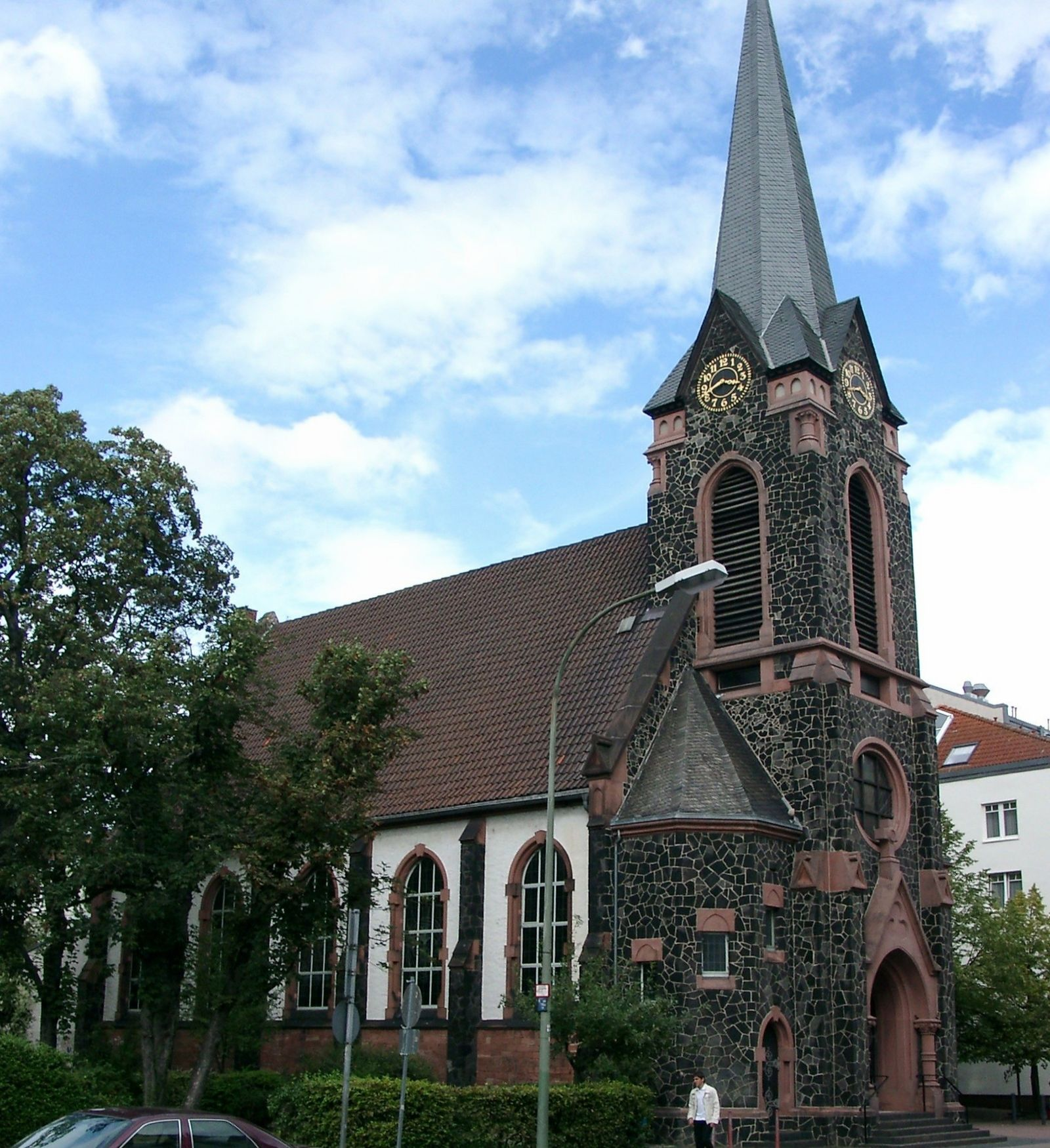
Gammalkatolska kyrkan i Offenbach am Main, Tyskland

- Gammalkatolska kyrkan i Nederländerna (Oud-Katholieke Kerk van Nederlan)
- Gammalkatolska kyrkan i Tyskland (Katholisches Bistum der Alt-Katholiken in Deutschland)
- Kristkatolska kyrkan i Schweiz (Christkatholische Kirche der Schweiz)
- Gammalkatolska kyrkan i Österrike (Altkatholische Kirche Österreichs)
- Gammalkatolska kyrkan i Tjeckien (Starokatolická církev v České republice)
- Polska katolska kyrkan (Kościół Polskokatolicki w Rzeczypospolitej Polskiej)

### Ej självständiga kyrkor under internationella biskopskonferensens jurisdiktion
- Gammalkatolska kyrkan i Kroatien (Hrvatska Katolicka Crkva)
- Gammalkatolska missionen i Frankrike (Mission Vielle-catholique)
- Gammalkatolska kyrkan i Italien (Chiesa Vetero-Cattolica in Italia)
- Gammalkatolska kyrkan i Danmark och Sverige

## Kyrkor som står i gemenskap med Utrechtunionen
- Anglikanska kyrkogemenskapen (Anglican Communion)
- Oberoende filippinska kyrkan (Iglesia Filipina Independiente)
- Svenska Kyrkan